# بروك بروير
بروك بروير (بالإنجليزية: Brooke Brewer)‏ هو منافس ألعاب قوى أمريكي، ولد في 21 نوفمبر 1894 في واشنطن العاصمة في الولايات المتحدة، وتوفي في 11 فبراير 1970 في بومبانو سيتي في الولايات المتحدة.